# Kentucky National Guard

Logo der National Guard

Die Kentucky National Guard des US-Bundesstaates Kentucky  besteht seit 1776 und ist heute Teil der im Jahr 1903 aufgestellten Nationalgarde der Vereinigten Staaten (akronymisiert USNG) und somit auch Teil der zweiten Ebene der militärischen Reserve der Streitkräfte der Vereinigten Staaten.

## Organisation
Die Mitglieder der Nationalgarde sind freiwillig Dienst leistende Milizsoldaten, die dem Gouverneur von Kentucky Andy Beshear unterstehen. Bei Einsätzen auf Bundesebene ist der Präsident der Vereinigten Staaten Commander-in-Chief. Adjutant General of Kentucky  ist seit 2020 Brigadier General Haldane B. Lamberton.
Die Kentucky National Guard führt ihre Wurzeln auf Milizverbände des Bundesstaates zurück, die bereits in den Unabhängigkeitskriegen eine wichtige Rolle spielten. Die Nationalgarden der Bundesstaaten sind seit 1903 bundesgesetzlich und institutionell eng mit der regulären Armee und Luftwaffe verbunden, so dass unter bestimmten Umständen mit Einverständnis des Kongresses die Bundesebene auf sie zurückgreifen kann. Davon zu trennen ist die Staatsgarde, die Kentucky Active Militia  (z. Z. inaktiv), die allein dem Bundesstaat verpflichtet ist und im Zweiten Weltkrieg die in Europa und im pazifischen Raum dienende Nationalgarde an der Heimatfront ersetzte.
Die Kentucky National Guard besteht aus den beiden Teilstreitkraftgattungen des Heeres und der Luftstreitkräfte, namentlich der Army National Guard und der Air National Guard. Die Kentucky Army National Guard hatte 2017 eine Personalstärke von 6501, die Kentucky Air National Guard eine von 1219, was eine Personalstärke von gesamt 7720 ergibt.

## Wichtige Einheiten und Kommandos

### Army National Guard
- Joint Force Headquarters Kentucky
- 63rd Theater Aviation Brigade
- 75th Troop Command
- 133d Mobile Public Affairs Detachment
- 138th Field Artillery Brigade
- 149th Maneuver Enhancement Brigade
- 238th Regiment
  - 1st Field Artillery Battalion
  - 2nd Modular Training Battalion
- 438th Military Police Company
- Recruiting and Retention Battalion

### Air National Guard
- 123d Airlift Wing auf der Louisville Air National Guard Base